# ترصد المرض
ترصّد المرض هو ممارسة وبائية يُراقَب فيها انتشار المرض من أجل تحديد أنماط التقدم. الدور الرئيسي لترصد المرض هو التنبؤ ورصد والتقليل من الضرر الناتج عن الأوبئة، والجائحات، والتفشيات، بالإضافة إلى زيادة المعرفة المتعلقة بمساهمة عوامل الخطر في إحداث هذه الظروف. جزء مهم من ترصد المرض الحديث هو ممارسة الإبلاغ عن الحالة المرضيّة.
في العصور الحديثة، تحوّل الإبلاغ عن معدل حدوث تفشيات الأمراض من التسجيل اليدوي إلى الاتصال العالمي الفوري عبر الإنترنت.
قد يُجمَع عدد الحالات من المشافي التي يُتوقَّع أنها تستقبل أكثر حالات الحدوث، ثم يُقارَن ويُفحَص، وفي النهاية يُنشَر. مع تقدم تقنية التواصل الحديثة، تغير ذلك بشكل كبير. في الوقت الحالي، يمكن أن تبلغ منظمات مثل منظمة الصحة العالمية ومراكز مكافحة الأمراض واتقائها عن الحالات والوفيات الناجمة عن أمراض خطيرة خلال أيام أحيانًا خلال ساعات من حدوثها. علاوة على ذلك، هناك ضغط عام كبير لجعل هذه المعلومات متاحة بسرعة وبدقة.

## الإبلاغ الإجباري
الإبلاغ الرسمي عن الأمراض المعدية التي يجب الإبلاغ عنها هو مطلب فرضته العديد من الحكومات الوطنية والإقليمية على مقدمي الرعاية الصحة، وفرضته منظمة الصحة العالمية على الحكومات الوطنية والإقليمية لمراقبة انتشار المرض نتيجة انتقال العوامل المعدية. منذ 1969، طلبت منظمة الصحة العالمية أن تُبلَغ عن كل حالات الإصابة بالأمراض التالية: الكوليرا، والطاعون، والحمى الصفراء، وجدري الماء، والحمى الراجعة، والتيفوس. في 2005، توسعت القائمة لتشمل شلل الأطفال والسارس. تراقب الحكومات الوطنية والإقليمية نموذجيًا مجموعة أكبر (نحو 80 في الولايات المتحدة) من الأمراض القابلة للانتقال التي قد تهدد الشعب بأكمله. من الأمثلة على هذه الأمراض: السل، والإيدز، والتسمم السجقي (تسمم بوتولينوس)، وفيروس هانتا، والجمرة الخبيثة، والكَلَب. يُستخدَم معدل الحدوث غالبًا كمشعرات صحية لوصف الصحة الكلية للسكان.

## منظمة الصحة العالمية
منظمة الصحة العالمية هي الوكالة الرائدة لتنسيق الاستجابة العالمية نحو الأمراض الرئيسية. تحتفظ منظمة الصحة العالمية بمواقع إلكترونية لعدد من الأمراض، ولديها فوق نشطة في العديد من الدول التي تحدث فيها هذه الأمراض.
على سبيل المثال، خلال تفشي السارس في بداية عام 2004، أصدر موظفو منظمة الصحة العالمية في بكين تحديثات كل بضعة أيام طوال مدة تفشي المرض.
ابتداء من يناير 2004، أصدرت منظمة الصحة العالمية تحديثات مماثلة حول إتش 5 إن 1(بالإنجليزية H5N1). أُبلِغ عن هذه النتائج على نطاق واسع وروقبت عن كثب.
برنامج الإنذار بحدوث الأوبئة والجائحات ومواجهتها في منظمة الصحة العالمية يعمل على كشف التهديدات المرضيّة الناشئة والتي يُحتمَل أن تصبح أوبئة، والتحقق منها بسرعة، والاستجابة لها بشكل مناسب، ويغطي الأمراض التالية:
- الجمرة الخبيثة
- إنفلونزا الطيور
- حمى القرم
- حمى لاسا
- فيروس ماربورغ
- مرض المكورات السحائية
- حمى الوادي المتصدع
- حمى الضنك
- الالتهاب الكبدي
- الإنفلونزا
- مرض فيروس إيبولا
- الطاعون
- المتلازمة التنفسية الحادة الوخيمة
- السارسكوف2 (كوفيد19)
- جدري الماء
- داء توليري
- الحمى الصفراء

## التحديات السياسية
بصفتها المنظمة الرائدة في مجال الصحة العامة العالمية، تلعب منظمة الصحة العالمية دورًا حساسًا في السياسات العالمية. يجب أن تحافظ على علاقات جيدة مع كل من الدول التي تكون نشطة فيها. نتيجة لذلك، قد تُبلِغ فقط عن النتائج داخل دولة معينة بموافقة حكومة هذه الدولة. لأن بعض الحكومات تعتبر نشر أي معلومات حول التفشيات المرضية سرًا من أسرار الدولة ما يضع منظمة الصحة العالمية في موقف صعب.
صُمِّم نظام التنبيه الدولي حول التفشيات والاستجابة له الذي تديره منظمة الصحة العالمية لضمان «التحقق السريع من التفشيات ذات الأهمية الدولية، وسرعة مشاركة المعلومات ضمن الشبكة»، لكن ليس بالضرورة للعامة، ودمج وتنسيق «النشاطات لدعم الجهود الوطنية عوضًا عن تحدي السلطة الوطنية ضمن الدولة من أجل احترام استقلالية وموضوعية كل الشركاء». يضمن الالتزام بأن «كل الاستجابات ضمن الشبكة ستستمر مع الاحترام الكامل للمعايير الإثنية، وحقوق الإنسان، والقوانين الوطنية والمحلية، والتقاليد والحساسيات الثقافية» لكل دولة مصالحها الأمنية والمالية، وستُعطى المصالح الأخرى قيمتها كاملة.